# Bisdom Juazeiro
Het bisdom Juazeiro (Latijn: Dioecesis Iuazeiriensis) is een rooms-katholiek bisdom met als zetel Juazeiro, in Brazilië. Het bisdom is suffragaan aan het aartsbisdom Feira de Santana.

## Geschiedenis
Het bisdom werd opgericht op 22 juli 1962, uit delen van de bisdommen Barra en Bonfim, en was suffragaan aan aartsbisdom São Salvador da Bahia. Op 16 januari 2002 veranderde het van kerkprovincie en werd suffragaan aan het nieuw verheven aartsbisdom Feira de Santana.

## Parochies
Het bisdom had in 2021 een oppervlakte van 57.801 km2 en telde 518.966 inwoners waarvan 80,2% rooms-katholiek was.

## Bisschoppen
- Tomás Guilherme Murphy (16 oktober 1962 - 29 december 1973)
- José Rodrigues de Souza (12 december 1974 - 4 juni 2003)
- José Geraldo da Cruz (4 juni 2003 - 7 september 2016)
- Carlos Alberto Breis Pereira (7 september 2016 - 8 november 2023; coadjutor sinds 17 februari 2016)
- sedisvacatie

Feira de Santana (aartsbisdom) · Barra · Barreiras · Bonfim · Irecê · Juazeiro · Paulo Afonso · Ruy Barbosa · Serrinha